# Образование в Венгрии
Образование в Венгрии — обучение, являющееся преимущественно общественным и находящееся в ведении Министерства образования Венгрии. Дошкольное воспитание в детском саду является обязательным и предоставляется для всех детей в возрасте от трех до шести лет, после чего дети обязаны посещать школу вплоть до шестнадцатилетнего возраста. Начальное образование в Венгрии обычно длится восемь лет. Среднее образование включает в себя три традиционных вида школ, ориентированных на разные уровни обучаемых: гимназии — для «одаренных детей», готовящихся к поступлению в университет; средние профессионально-технические школы — для промежуточной категории учащихся (обучение в них длится четыре года); технические школы — для подготовки учащихся к получению практической профессии. Система не является жёсткой: существуют специальные «мосты» — например, выпускник профессионального училища может посредством специальной двухлетней программы получить возможность поступить в высшее учебное заведение. Международные оценки ставили 13-14-летних венгерских учащихся на высшие позиции в мире в области математики и естественных наук.
Большинство венгерских университетов являются государственными учреждениями, в которых студенты традиционно учатся бесплатно. Общим требованием для всех университетов является свидетельство о среднем образовании (окончании школы). Государственная система высшего образования Венгрии включает как университеты, так и другие высшие учебные заведения, которые обеспечивают учебные программы и связанные с ними степени (до докторской, включительно), а также вносят вклад в научно-исследовательскую деятельность в стране. Медицинское страхование является бесплатным для студентов до окончания учебы.
Английский и немецкий языки играют важную роль в венгерском высшем образовании: существует ряд программ обучения на этих языках, которые ежегодно привлекают тысячи студентов по обмену. Высшее образование и профессиональная подготовка в Венгрии заняли 44 место (из 148 стран) в «Докладе о глобальной конкурентоспособности» за 2014 год.
Сегодня в Венгрии около 70 высших учебных заведений: от небольших колледжей до крупных исследовательских университетов. Данные заведения поддерживаются либо государством, либо частными организациями, либо церковью. В соответствии с принципами Болонского процесса структура высшего образования в стране основывается на трех циклах: сначала учащийся получает степень бакалавра (обычно 3 года), а после дополнительного периода обучения — степень магистра (2 года). Однако существуют и некоторые исключения: медицина, фармацевтика, стоматологические и ветеринарные исследования, а также — архитектура, право, подготовка учителей и определенные учебные программы по искусству, ремеслам и дизайну, которые сохраняют одноступенчатую пяти- или шестилетнюю программу. Курсы могут изучаться на дневной, заочной или дистанционной формах обучения.
Венгрия имеет давнюю традицию высшего образования: университеты Венгрии включают в себя одни из старейших в мире — Печский университет — основанный в 1367 году. В 1395 году был основан Обудский университет. Первый в мире технологический институт был основан в Сельмецбане (Королевство Венгрия) в 1735 году — его нынешним правопреемником является Мишкольцкий университет. Будапештский университет технологии и экономики считается старейшим в мире технологическим институтом с университетским званием и структурой: его юридический предшественник — Institutum Geometrico-Hydrotechnicum был основан в 1782 году императором Иосифом II.

## Социальная среда венгерского образования
Сокращение населения Венгрии, начавшееся в 1981 году, продолжалось и в последующие годы. По данным переписи 2001 года, население Венгрии составляло 10 198 000 человек, что на полмиллиона меньше, чем за двадцать лет до этого. К 2005 году население сократилось до 10 077 000 человек. В возрастной структуре венгерского населения преобладает взрослое и пожилое население.
Официальным языком обучения в стране является венгерский, однако некоторые этнические и национальные меньшинства (например, немцы, румыны, словенцы, сербы и хорваты) имеют учебные заведения со своими родными языками в качестве первого или второго языка. Согласно исследованию 2003 года, доля цыганских детей, поступающих в школу в 2008—2009 годах, ожидалось на уровне примерно в 15 %.

## Школьная система в Венгрии
Особенностью венгерской системы образования является то, что институциональные структуры и структура образовательных программ не согласованы друг с другом. Институциональная структура позволяет проводить ранний отбор детей со способностями и имеет сходство с центрально-европейскими и бывшими социалистическими странами.

## Иностранные студенты в Венгрии
Венгрия привлекает иностранных студентов как из стран ЕС, так и из других стран. Три четверти студентов, прибывающих в Венгрию, приезжают из десяти основных стран; в то время как оставшаяся четверть — из ста стран. Среди государств, направляющих многочисленных студентов, присутствуют Германия, Иран, Норвегия, Израиль и Швеция, в то время как большинство приглашенных студентов являются гражданами соседних стран. В 2008/2009 учебном году общее количество иностранных студентов, обучающихся в Венгрии, составляло 16 916 человек, тогда как в 2005/2006 году их было всего 14 491 человек.
Плата за обучение в Венгрии, как правило, дешевле, чем во многих других странах Европы. Могут быть отличия в зависимости от того, откуда вы родом: плата для студентов из других стран ЕС часто ниже, тогда как студенты из стран за пределами ЕС (студенты, не входящие в ЕС) должны платить более высокие суммы в некоторых университетах. Разница между оплатой обучения в ЕС и вне ЕС обычно относительно невелика, и некоторые университеты взимают одинаковую плату с обеих групп.